# 尉遅綱
尉遅 綱（尉遲綱、うっち こう、517年 - 569年）は、中国の西魏・北周の軍人。尉遅迥の弟。字は婆羅。本貫は代郡。

## 経歴
尉遅俟兜と昌楽大長公主の間の子として生まれた。6歳のとき父を失って、兄の尉遅迥とともに宇文泰を頼った。宇文泰が関中に入ると、尉遅迥と尉遅綱は母とともに晋陽にとどまり、後に関中に入った。宇文泰の征戦につき従い、常に帷幄に陪侍し、寝所にも出入りした。534年、孝武帝を迎えた功により、殿中将軍に任ぜられた。535年、帳内都督となり、儀同の李虎の下で曹泥を討ち破った。また竇泰を迎え討った。功により広宗県伯に封ぜられた。弘農を奪い、河北郡に勝利し、沙苑で戦って、功績を挙げた。
538年の河橋の戦いでは、宇文泰の乗馬が流矢を受けて走り去ったため、尉遅綱と李穆らの側近が奮戦して、宇文泰の乗馬を取り返した。前後の功により、爵位は公に進み、平遠将軍・歩兵校尉に任ぜられた。542年、通直散騎常侍・太子武衛率・前将軍の位を加えられ、帥都督に転じた。東魏軍が玉壁を包囲すると、尉遅綱は宇文泰の下で救援に向かった。543年春、宇文泰が東魏と邙山で戦い、西魏軍が敗れると、尉遅綱は将士をはげまして、敗戦の収拾につとめた。大都督に転じた。548年、車騎大将軍・儀同三司に任ぜられ、散騎常侍の位を加えられた。
驃騎大将軍・開府儀同三司に転じ、侍中の位を加えられ、昌平郡公に進んだ。551年、華州刺史として出向した。553年、大将軍に任ぜられ、領軍将軍を兼ねた。宇文泰は宮中の陰謀を察知すると、尉遅綱に禁軍を掌握させ、異変に備えさせた。元欽が廃位され、斉王元廓が西魏の皇帝として擁立されると、尉遅綱は中領軍となり、宿衛を総べた。
兄の尉遅迥が蜀に出陣するにあたって、尉遅綱は宇文泰に従って城西に見送りに出た。そこに一羽のウサギが走り出たので、宇文泰は尉遅綱にこれを射るよう命じた。尉遅綱は「もしこのウサギを得れば、必ずや蜀は破れるだろう」と誓い、ウサギを捕って帰った。宇文泰は喜んで、蜀が平定されると、尉遅綱に侍婢2人を与えた。尉遅綱は宇文泰の狩猟や遊宴に従い、弓射の腕を披露することが多かった。
557年、北周の孝閔帝が即位すると、尉遅綱は親戚として禁兵を掌握し、小司馬に任ぜられた。また宇文護とともに孝閔帝を廃位した。明帝が即位すると、柱国大将軍に進んだ。559年、呉国公に進み、涇州総管・五州十一防諸軍事・涇州刺史として出向した。この年、母の大長公主が死去すると、尉遅綱は辞職したが、まもなく本官に復帰した。561年、少傅となり、まもなく大司空となった。562年、陝州総管・七州十三防諸軍事・陝州刺史として出向した。564年、宇文護が北斉を討つと、尉遅綱は長安の留守をつとめた。尉遅綱は武帝に遠慮して、外出を願い出て、渭水の対岸の咸陽に駐屯した。遠征軍が帰還すると、尉遅綱は陝州に戻った。567年、民政に治績を挙げたとして、絹1000段・穀物6000斛・銭20万を賜った。大将軍王傑とともに皇后阿史那氏を突厥との国境まで迎えにいった。568年、河橋の戦いでの功績が再び論じられて、一子県公に封ぜられた。569年5月、長安で死去した。太保・十二州諸軍事・同州刺史の位を追贈された。諡は武といった。
子に尉遅運・尉遅勤・尉遅安・尉遅敬があった。三男の尉遅安が後を嗣いで、柱国に上った。

## 伝記史料
- 『周書』巻20 列伝第12
- 『北史』巻62 列伝第50